# Prazna funkcija
U matematici, prazna ili nularna funkcija je funkcija čija je domena jednaka praznom skupu. Za svaki skup A, postoji točno jedna takva prazna funkcija
fA: ø →  A.
Ovo uključuje svaku konstantnu formulu c - ali slika prazne funkcije nije {c}, već prazni skup.
Većina autora doduše ne pravi razliku prilikom preciznog definiranja termina "konstantna funkcija", o tome uključuje li definicija i praznu funkciju, te pritom koriste najprigodniju moguću definiciju. Međutim, ponekad je najbolje ne smatrati praznu funkcijom konstantnom, te definicija koja se odnosi na sliku funkcije je tad prigodnija. Ovakvo zaključivanje slijedi sličan tok misli po kojem se prazni topološki prostor smatra povezanim, ili onaj koji trivijalnu grupu ne smatra jednostavnom.